# 北方町南久保山
北方町南久保山（きたかたまちみなみくぼやま）は、宮崎県延岡市の町名である。2025年１月1日現在、人口236人（子：男99人、女102人、合計201人。卯：男16人、女19人、合計35人。）、世帯数：子90世帯、卯21世帯である。郵便番号は、882-0128、番地につく干支は「子」および「卯」である。

## 地理
延岡市の西部、旧北方町の中部に位置する。町域の南部を五ケ瀬川が流れる。町域を国道218号および九州中央自動車道が通過する。かつては高千穂鉄道が町域を通過していた。
北を北方町うそ越（子）、北東を北方町北久保山（子）、東を北方町曽木（子）、南東を北方町角田（丑）、南を北方町川水流（卯）、西を北方町蔵田（辰）と接する。
北方町内で唯一、複数の干支表記を有する。

## 歴史

### 沿革
- 2007年3月31日 - 北方町が延岡市に編入。「子」および「卯」のうち、通称地名「南久保山」をもって「北方町南久保山」が設置される。

## 小・中学校の学区
公立小・中学校の通学域は以下の通り。
小・中一貫校
- 延岡市立北方学園

## 交通

### 道路
- 九州中央自動車道（北方延岡道路） - 北方インターチェンジ
- 国道218号
- 宮崎県道242号北方インター線